# سیارک ۴۴۵۳
سیارک ۴۴۵۳ (به انگلیسی: 4453 Bornholm، نامگذاری:1988VC) چهار هزار و چهارصد و پنجاه و سومین سیارک کشف شده‌است که در ۳ نوامبر ۱۹۸۸ کشف شد.
قدر مطلق سیارک برابر ۱۱٫۹۰ است.